# 源蔵ノ窪
源蔵ノ窪（げんぞうのくぼ）は、徳島県那賀郡那賀町に位置する山である。標高723.3m。

## 地理・概要
那賀郡那賀町海川と同町木頭助の境界に位置し、山上の窪地とその一帯を指す。木頭村助集落に架かる助大橋を挟んで、東に直流する那賀川に並行し、その南方約1kmに東西に延びる山並の東端に位置する。中部山渓県立自然公園に含まれる。
三角点の250m北東に窪地がある。西端が古堂山で、東西に2kmに及ぶ高原状の山で稜線に並行して窪地が走る二重山稜である。源蔵ノ窪は、その東端近くにあるもので、三角点西方約800mにも大きな窪地があり、立石窪と呼んでいる。
名前の由来は所有者か住居者の名であると推定される。源蔵ノ窪の南西の峠は星越峠と呼ばれ、昔は木頭村の中心地出原と上那賀町海川を結ぶ峠道で、馬で物資を運搬した。